# Jemeljan Michailowitsch Jaroslawski

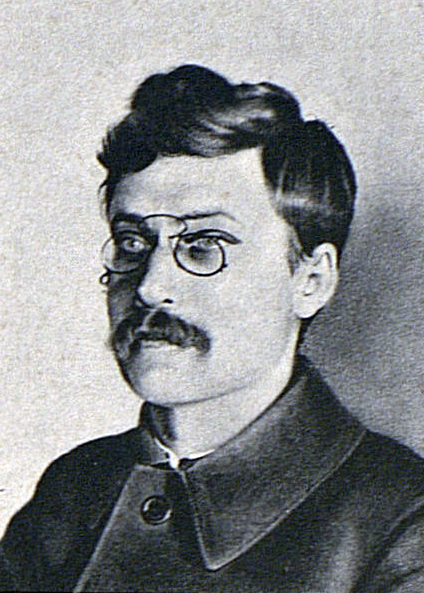
Jemeljan Jaroslawski im Jahr 1917

Jemeljan Michailowitsch Jaroslawski, in der Literatur auch als Emeljan Jaroslavskij geschrieben (russisch Емельян Михайлович Ярославский; * 19. Februarjul. / 3. März 1878greg. in Tschita; † 4. Dezember 1943 in Moskau) war ein sowjetischer Politiker und Journalist. Er war Anführer der Gesellschaft der Gottlosen, auch Union der militanten Atheisten genannt.

## Leben und Wirken
Jaroslawski, jüdischer Abstammung, wurde unter dem Namen Minei Israilewitsch Gubelman (russisch Миней Израилевич Губельман) in Tschita geboren. 1898 schloss er sich der Sozialdemokratischen Partei Russlands an. 1903 leitete er einen Streik der Textilarbeiter in Jaroslawl. Hiervon leitet sich auch sein Name Jaroslawski ab. Er war Teilnehmer der russischen Revolution 1905–1907. 1907 wurde er verhaftet und zu Zwangsarbeit und Verbannung verurteilt. Seit dieser Zeit lebte Jaroslawski als Berufsrevolutionär bis 1917 in der Verbannung.
Er gilt als einer der Hauptorganisatoren der Oktoberrevolution. Nach Lenins Tod bekleidete er auch unter Stalin eine Fülle von Funktionen. Er war Vorsitzender der Gesellschaft ehemaliger politischer Häftlinge, Vorsitzender der Gesellschaft alter Bolschewiki, Mitglied des Zentralkomitees der KPdSU. In den 1930er Jahren führte Jaroslawski, der auch als Vorsitzender des Verbandes der kämpfenden Gottlosen wirkte, die antireligiöse Kampagne in der Sowjetunion an, die mit dem Beginn des Krieges gegen Deutschland abgebrochen wurde. Als Journalist lieferte er regelmäßig Artikel für die Parteizeitung Prawda.
Jemeljan Jaroslawski war verheiratet mit Klawdija Kirsanowa. Nach dem Tod Jaroslawskis wurde seine Urne an der Kremlmauer in Moskau beigesetzt.

## Schriften
- Aus der Geschichte der Kommunistischen Partei der Sowjetunion (Bolschewiki), Erster Teil – Von der Volksfreunde-bewegung bis zum imperialistischen Krieg, Verlag Carl Hoym Nachfolger, Hamburg – Berlin NW6, 1929.
- Was fordert die Partei vom Kommunisten?, Verlagsgesellschaft Genossenschaft ausländischer Arbeiter (VEGA), Moskau, 1936.
- Die Stalinsche Verfassung und die Religionsfrage, Staatsverlag der nationalen Minderheiten der UdSSR, Kiew, 1937.
- mit A. Stachanow u. a.: Begegnungen mit Genossen Stalin, Beiträge von E. Jaroslawski, A. Stachanow, I. Papanin, M. Gromow, J. Bardin, W. Barsowa u.a, Verlag für fremdsprachige Literatur, Moskau, 1940.
- Aus dem Leben und Wirken des Genossen Stalin, Verlag für fremdsprachige Literatur, Moskau. 1940.
- mit G. F. Alexandrow, I. I. Minz, P. N. Pospelow u. a.: Geschichte des Bürgerkrieges in der UdSSR. Zweiter Band: Die  Große Proletarische Revolution (Oktober–November 1917). Verlag für Fremdsprachige Literatur, Moskau 1949.
- Kratkije otscherki po istorii WKP (B), Tschast perwaja. Ot narodnitschestwa do perioda likwidatorstwa,  Moskau-Leningrad.
- Kak prowodit tschistku partii, Gosudarstwennoje Isdatelstwo, Moskau-Leningrad, 1929.